# Barcita abaris
Barcita abaris är en fjärilsart som beskrevs av Herrich-Schäffer 1869. Barcita abaris ingår i släktet Barcita och familjen nattflyn. Inga underarter finns listade i Catalogue of Life.